# Vidnojîne, Vasîlivka
Vidnojîne (în ucraineană Відножине) este un sat în comuna Orleanske din raionul Vasîlivka, regiunea Zaporijjea, Ucraina.

## Demografie
Componența lingvistică a localității Vidnojîne
     Ucraineană (82,72%)
     Rusă (16,75%)
     Alte limbi (0,53%)
Conform recensământului din 2001, majoritatea populației localității Vidnojîne era vorbitoare de ucraineană (82,72%), existând în minoritate și vorbitori de rusă (16,75%).